# سرودخوان نوک‌درشت

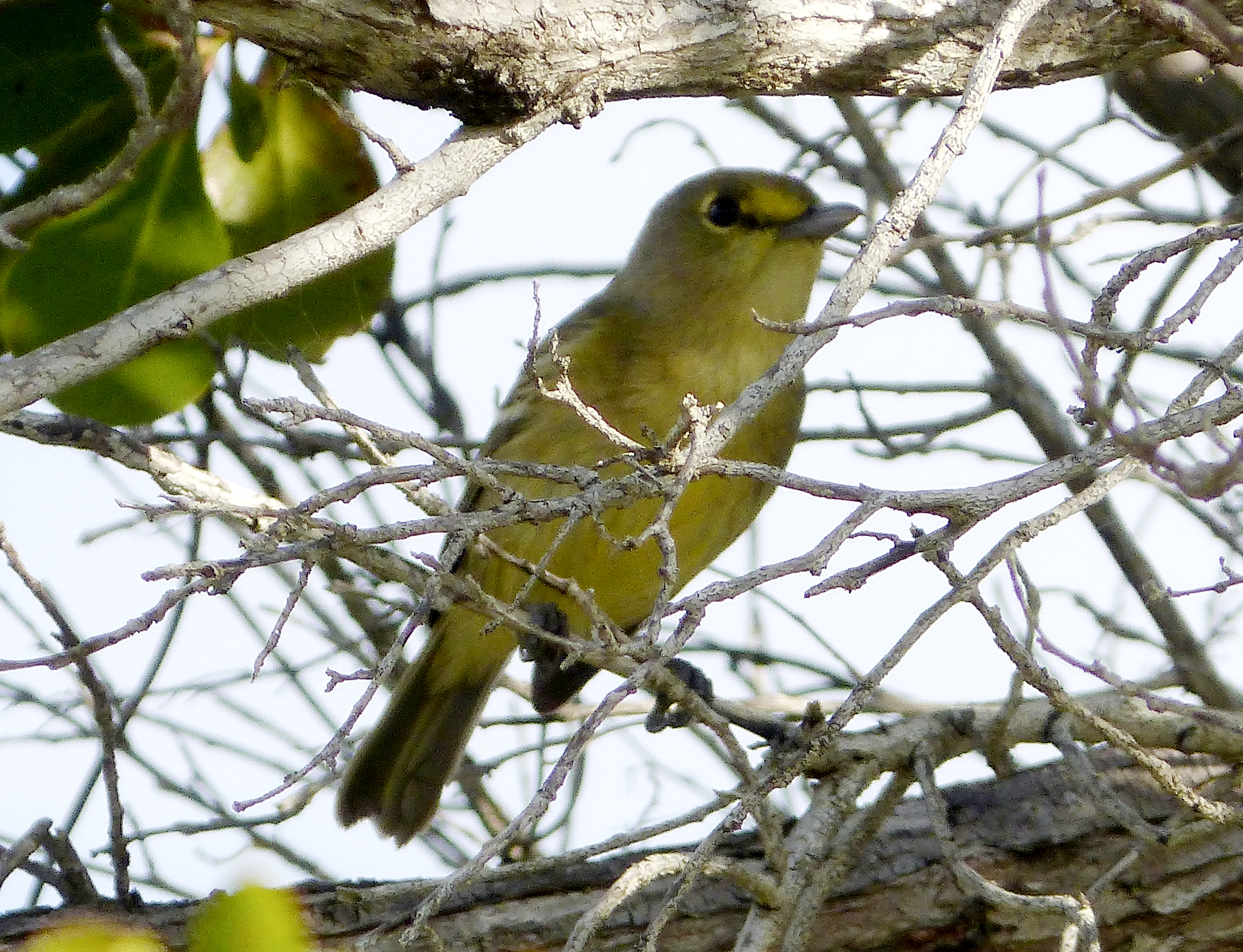
سرودخوان نوک‌درشت

سرودخوان نوک‌درشت(نام علمی: Vireo crassirostris) نام یک گونه از سرده سرودخوان است.